# Кайгородский
Кайгородский — посёлок в Краснозёрском районе Новосибирской области. Административный центр Кайгородского сельсовета.

## География
Площадь посёлка — 85 гектаров.

## Население
| 2002 | 2007 | 2010 |
| ---- | ---- | ---- |
| 674  | ↗722 | ↘631 |

## Инфраструктура
В посёлке по данным на 2007 год функционируют 1 учреждение здравоохранения и 2 учреждения образования.